# Porreres
Porreres település Spanyolországban, a Baleár-szigeteken. Porreres Sant Joan, Vilafranca de Bonany, Felanitx, Campos, Llucmajor és Montuïri községekkel határos. Lakosainak száma 5888 fő (2024).

## Népesség
A település népessége az elmúlt években az alábbi módon változott:
| Lakosok száma | 4363 | 4519 | 4848 | 5428 | 5544 | 5369 | 5197 | 5502 | 5624 | 5888 |
|               | 2001 | 2004 | 2006 | 2009 | 2011 | 2014 | 2016 | 2019 | 2021 | 2024 |

## Címerbirtoklás
Xisca Mora, a város polgármestere 2025 februárjában panasszal élt Meghan Markle felé, mert a sussexi hercegné cége, az As Ever a város címerére kísértetiesen hasonlító logót használ, de a polgármesterasszony elmondása szerint kisváros költségvetése nem teszi lehetővé a védjegybirtoklási pert, ettől függetlenül felszólította a logó megváltoztatására.